# 中国太原卫星发射中心
中国太原卫星发射中心，又称中国人民解放军第二十五试验训练基地，代号中国人民解放军63710部队，位於山西省忻州市岢岚县境内，属于中国人民解放军军事航天部队，是重要軍事靶場，为中国首个自主建造的發射場，也是解放軍的导弹与試驗卫星发射基地之一。

## 历史
中国太原卫星发射中心實際上位於山西省西北部的岢岚县境内，距离太原市284公里。虽然名为“太原”，但发射中心并不在太原市境内。该发射场三面环山，设有铁路专用线连接宁岢铁路秦家庄站。发射场坐标位置为东经111度36分30.59秒、北纬38度50分56.71秒（111°36'30.59"E 38°50'56.71"N）。海拔1400米至1900米。气候寒冷干旱，属大陆性气候。
太原航天发射中心是中国第二个导弹与卫星发射基地，此前的第一个基地酒泉卫星发射中心由苏联援建。1963年，中苏关系全面破裂，为应对苏联的军事威胁，中国以“靠山、隐蔽、分散”为选址原则，於1967年3月开始在岢岚境内的深山中自主设计建设新的导弹试验场，工程代号为3201工程。这是中国真正自主设计建设的首座火箭卫星发射场。1968年初秋，曾发射中国第一枚近程导弹的东风基地（即中国人民解放军第二十训练基地）第一试验部一中队调入太原。1968年12月18日，东风基地司令员李福泽亲临现场督阵，首次成功发射液体中程运载火箭，靶场正式启用。1976年1月自东风基地独立成为中国人民解放军第二十五试验训练基地。1988年9月，该基地首次用长征四号甲运载火箭成功将中国第一颗气象卫星风云一号送上太空。1997年12月8日，中国太原卫星发射中心首次执行国际商业发射任务，成功将美国制造的两颗铱星送入预定轨道。
中国太原卫星发射中心可以发射多种卫星，已成功发射了所有中国的太阳同步轨道气象卫星和12颗美国的铱星。
2024年4月，中央军委撤销战略支援部队番号，中国太原卫星发射中心编入中国人民解放军军事航天部队。

## 历任领导
第二十五试验训练基地司令员（中国太原卫星发射中心主任）
第二十五试验训练基地司令员对外又称中国太原卫星发射中心主任。
- 乔平（1975年10月—1985年）[3][6]
- 曲茂少将（？—1990年）[7]
- 沈椿年少将（1990年—1992年11月）[8]
- 姜学福少将（1992年—1993年3月）[9][10]
- 汪永肃少将（1993年—1995年）[11]
- 周列章少将（？—1999年）[12]
- 朱发忠少将（1999年12月—2002年1月）[13]
- 谷连文少将（2002年—2005年）[14]
- 徐宏亮少将（2005年—2015年）[6][15][16]
- 郝卫中少将（2015年—2016年）[17]
- 于志坚少将（2016年—）[18]

第二十五试验训练基地政治委员（中国太原卫星发射中心党委书记）
1990年代起，第二十五试验训练基地政治委员通常兼任中国太原卫星发射中心党委书记。
- 孙明远（1975年10月—？）[3][19]

……
- 王占华少将（1990年6月—1993年，党委书记兼政委）[20]
- 迟万春少将（1993年6月—1997年3月，党委书记兼政委）[21]
- 史有来少将（1997年—2000年，党委书记兼政委）[22][23]
- 黄作兴少将（2000年—2006年，党委书记兼政委）[24]
- 王建俊少将（2006年—2009年，党委书记兼政委）[15][25]
- 赵传祥少将（2009年—2014年，党委书记兼政委）[16][26]
- 吴卫林少将（2014年—，党委书记兼政委）[27]